# Venatrix amnicola
Venatrix amnicola là một loài nhện trong họ Lycosidae.
Loài này thuộc chi Venatrix. Venatrix amnicola được Volker W. Framenau miêu tả năm 2006.